# Schloss Rosenstein (Meran)

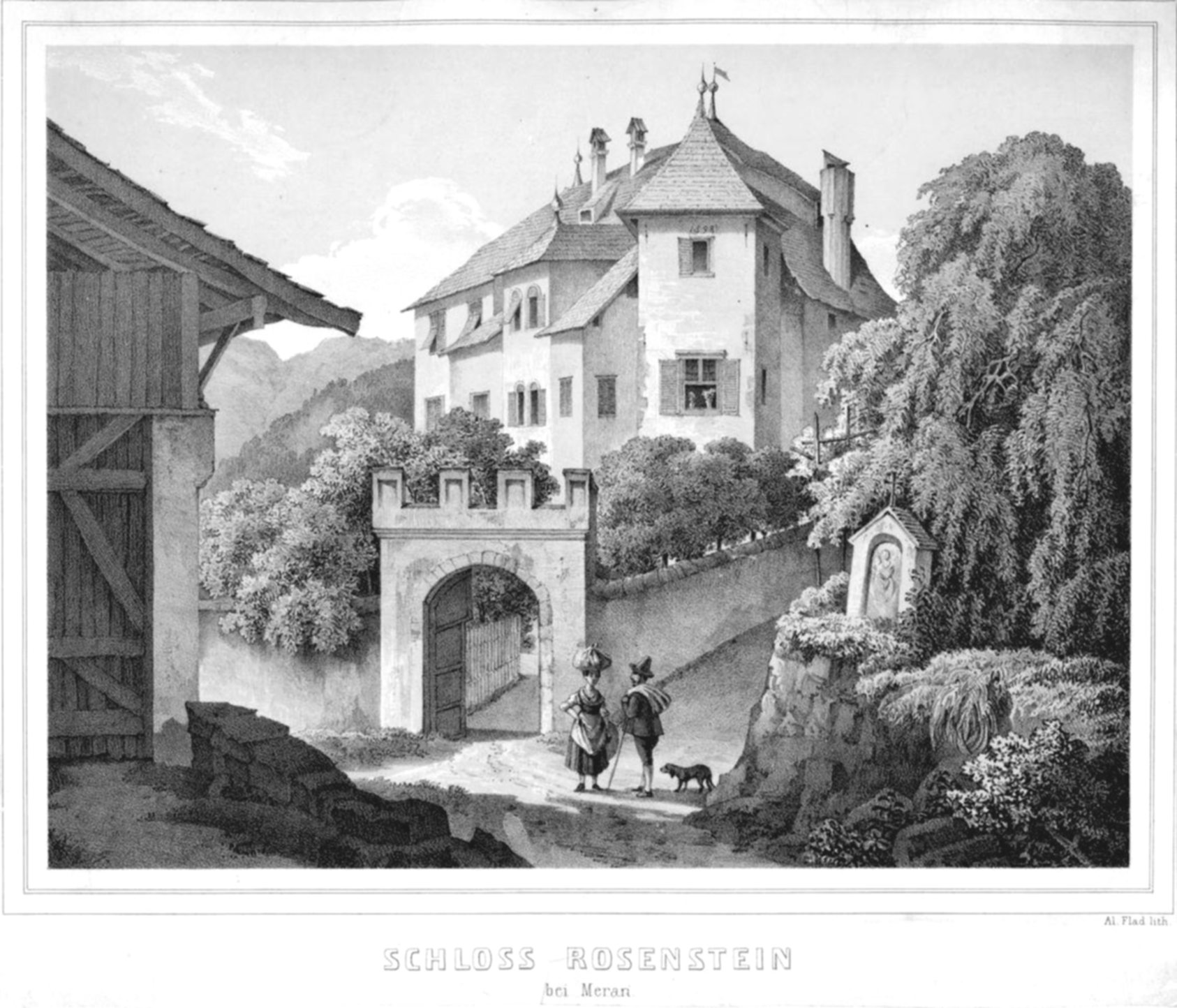
Die Lithografie von 1860 „Schloss Rosenstein bei Meran“ des Münchner Lithografen Alois Flad (1812–1890). Der kleinere Viereckurm auf der linken Bildseite ist hier noch nicht wieder durch Stockwerkerhöhung und eigenes Dach freigestellt. Markant: das zinnenbewehrte Torhaus

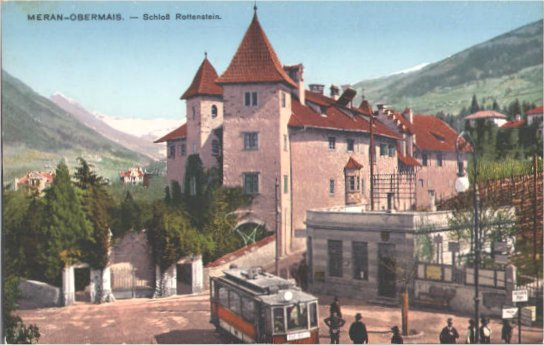
Schloss Rosenstein (Ansichtskarte, vor 1918). Beide Türme freigestellt.

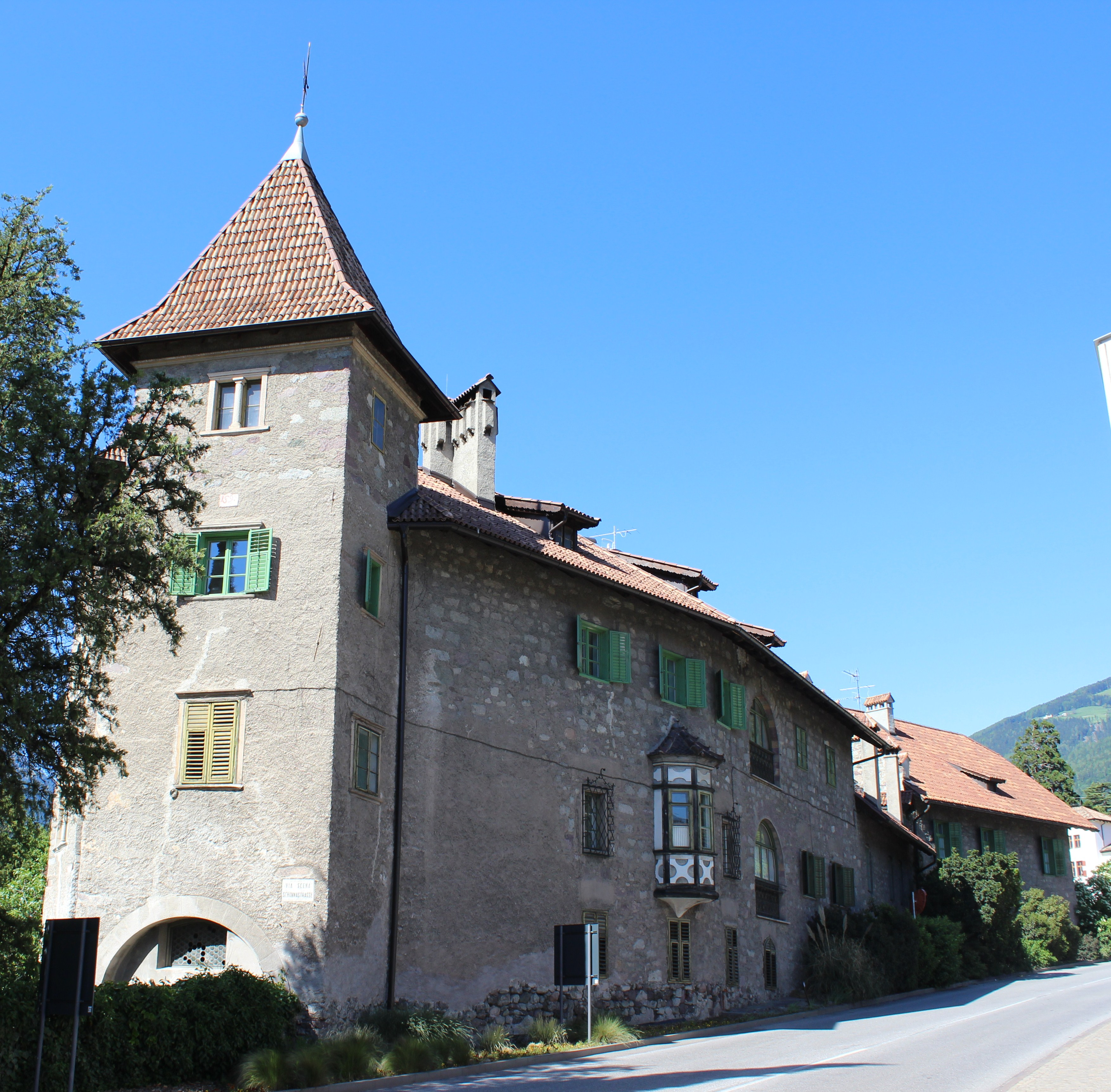
Der Ansitz entlang der Schennastraße

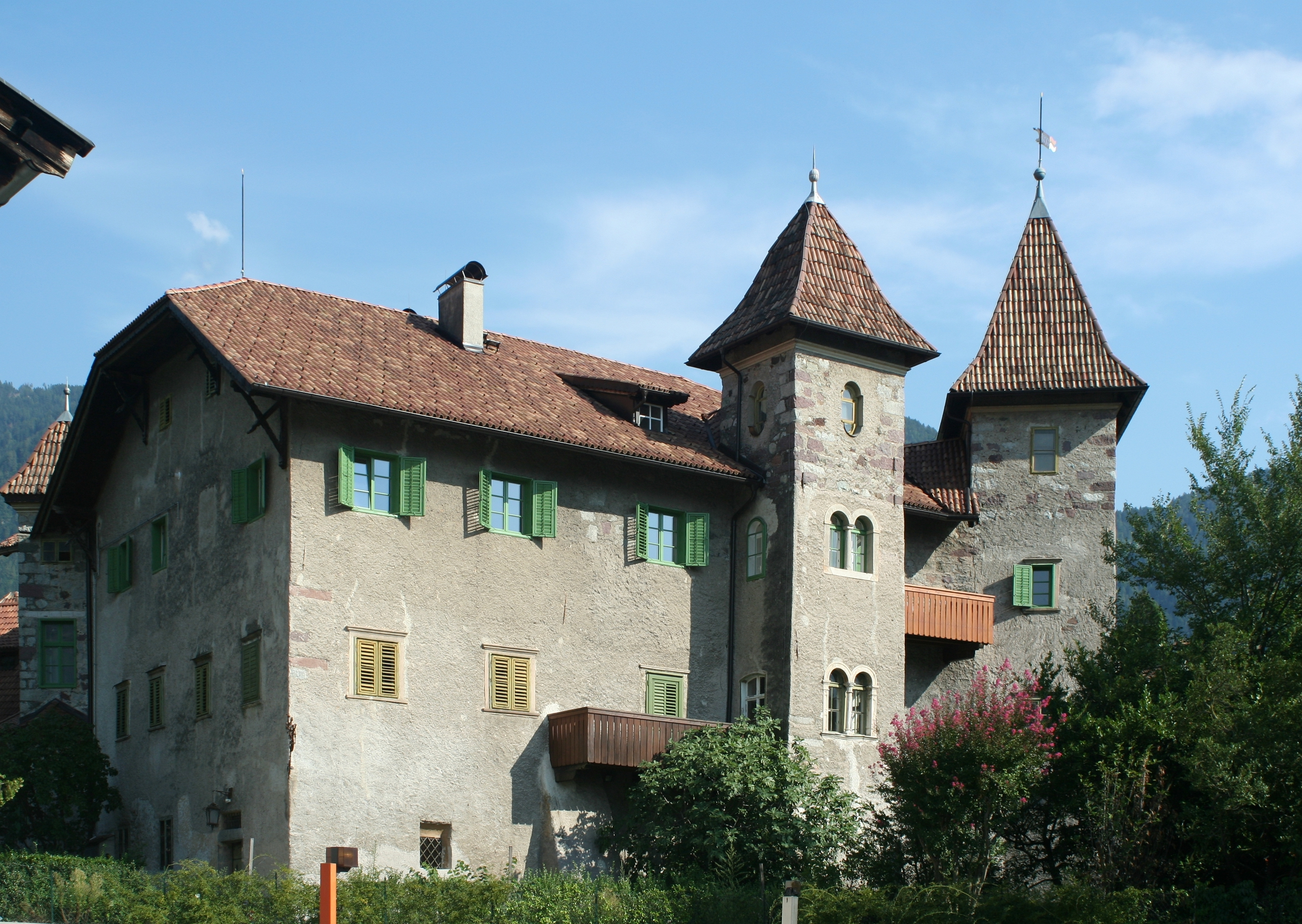
Blick von der Vergilstraße auf den Ansitz mit den zwei Türmen

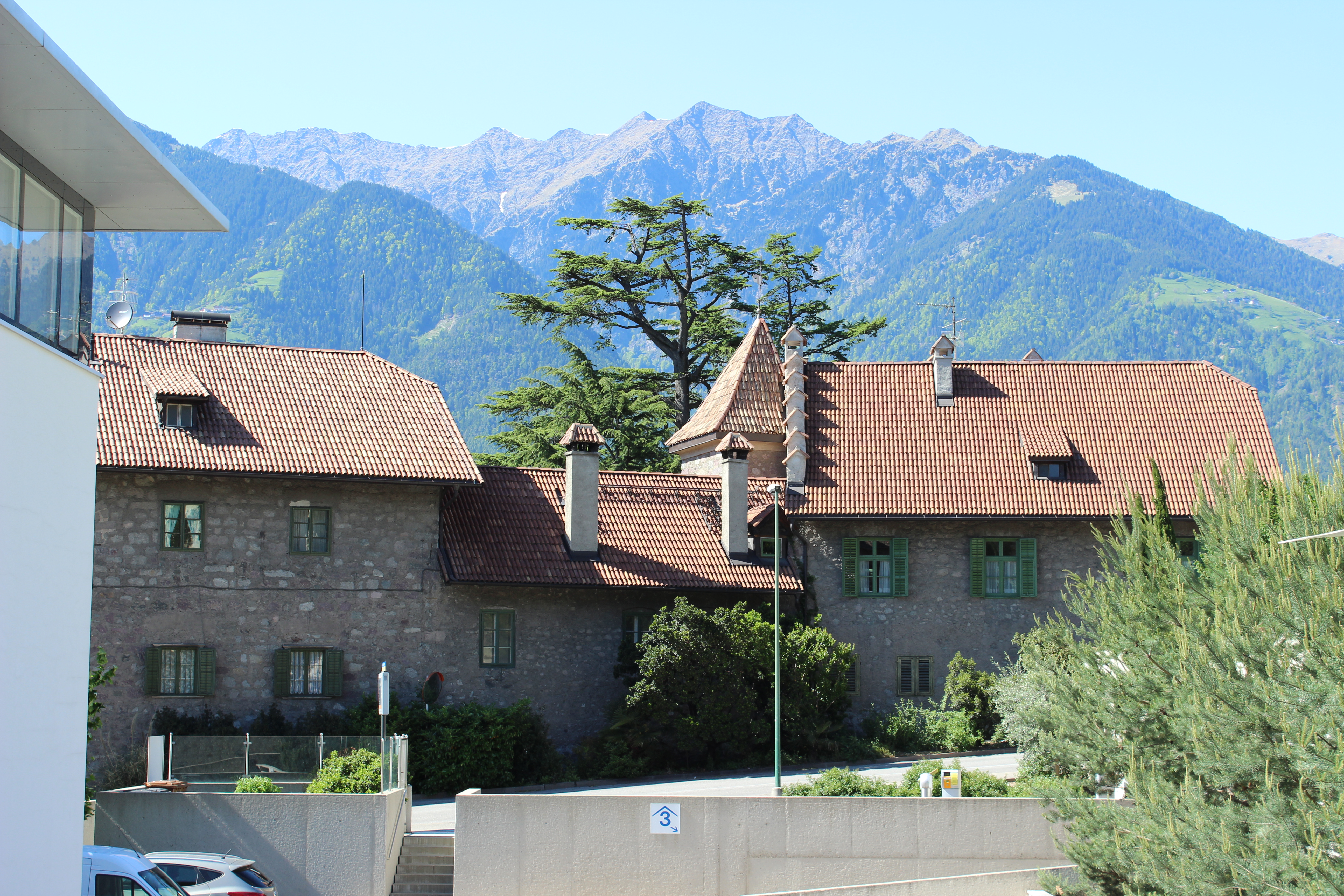
Verbindungs- und Anschlussbau mit Zinnengiebel im Nordosten

Das Schloss Rosenstein (früher auch Rosenberg bzw. Wenterschlößl nach anderen Besitzern genannt) ist eigentlich ein Edelsitz bzw. Ansitz im Meraner Stadtteil Obermais im heutigen Südtirol in Italien. Seit 1951 steht der Ansitz unter Denkmalschutz. Als Besitz der Habsburger um 1900 kann es auch als Schloss angesehen werden.

## Lage
Der Ansitz steht V-förmig im spitzen Winkel zur Ecke Vergilstraße–Schennastraße; beide Straßen treffen am Brunnenplatz (Piazza Fontana), dem Zentrum von Obermais, aufeinander.
Ansitz und Ort liegen auf dem nach Südwesten abfallenden Murkegel des Naifbaches östlich der Passer, deren Flussbett sich hier aus dem engen Passeier zum Etschtal weitet. Der Ansitz liegt nur etwa 120 Meter südwestlich unterhalb des Ansitzes Rottenstein, mit dem es in der Geschichte mehrfach als ein Besitz vereinigt war. Um den Brunnenplatz liegen in nahem Umkreis knapp ein Dutzend ehemalige Burgen, Schlösser oder weitere Ansitze (siehe dazu die Liste der Burgen, Schlösser und Ansitze in Südtirol).

## Geschichte
Die Anlage Rosenstein soll um 1600 durch Gregor von Rolandin errichtet oder umgebaut wurden sein. Die Herren von Rolandin (von Dambel oder di Ambel, d'Ambel auch Rolandin de Ambl in Rosenstain) waren ein entweder aus dem Wälschland oder aus dem Hochplateau des Nonsbergs (Ortschaft Dambel) bzw. aus dem Nonstal seit 1431 als adelig bekanntes, im 16. Jahrhundert eingewandertes Adelsgeschlecht. 1508 im Besitz der Burg Precelaro (Castel Placeri) in Rumo, siedelten sie später ins Burggrafenamt.
Das Porträt Gregor von Rolandins, ein lebensgroßes Brustbild, datiert Aetatis suae 38. Anno D. 1602, hing Ende des 19. Jahrhunderts noch im Vorsaal des ersten Stockwerkes im Ansitz. Gregor war 1613 erzherzoglicher Rat. Das Wappen der Rolandins war ursprünglich ein in gold-rot geteilter schwarzer Löwe, später geviert (Feld 1 und 4) kamen nach der erneuten Nobilierung zum 30. Juli 1600 mit dem Zusatz Rosenstein zwei Gevierte (Feld 2 und 3) mit drei 2:1 geteilten Rosen über einem doppelten R hinzu.
Ihre Nachfolger im Anwesen waren die von Rosenberg. 1613 wird ein Eckard, 1640 ein Kaspar und 1667 Karl Max von Rosenberg genannt. Nach 1724 kamen wieder die Rolandin, namentlich Johann Anton von Rolandin (1703 die Besetzung des Wormserjoches leitend), in den Besitz. Am 16. Jänner 1811 starb das Geschlecht in männlicher Linie aus.
Zu einem späteren Zeitpunkt kam die Meraner Familie Wenter unter Joseph Anton Wenter in den Besitz des Anwesens, im Volksmund kam daher der Name „Wenterschlößl“ auf.
Eine weitere Umgestaltung erfuhr der Ansitz im 19. Jahrhundert. Dabei wurden schon Fremdenzimmer eingerichtet.
Die Nachfahren des Joseph Anton Wenter verkauften den Ansitz 1854 an Franz Pfurtscheller aus Vulpmes. Fünf Jahre später kam der Hof als Hochzeitsgabe an die deutsch-britische Gräfin und reich begüterte Kaufmannstochter Lucy Sophia Stenbock, geborene Frerichs. Ihr Sohn, Stanislaus Eric Graf Stenbock (1860–1895), der spätere schwedisch-baltisch-britische Schriftsteller phantastischer Literatur, wurde 1860 noch auf Thirlestaine Hall in Cheltenham geboren, einem Besitz seines Großvaters mütterlicherseits. Die Gräfin musste schon 1862, ein Jahr nach dem Tod ihres nur 27 Jahre alt werdenden Ehegatten Graf des Borges und Baron de Torba Erich Friedrich Dietrich Magnus Stenbock (1834–1861), Konkurs anmelden, so dass der Ansitz Rosenstein nebst Äckern und Wiesen sowie Gründen für 14.000 Gulden und Rottenstein für 34.000 Gulden zum 28. Februar 1862 zum Verkauf stand.
Bei der Versteigerung erstand Peter von Sölder den Ansitz mit allem Zubehör. Als er nur zwei Jahre später verstarb, verkaufte seine Familie 1864 das Rosensteinsche Anwesen an den Erbherzog Karl Ludwig von Österreich, der es mit dem Ansitz Rottenstein erneut vereinigte. Ab 1911 mit seinem Austritt aus der Erbfolge wegen Heirat der bürgerlichen Berta Czuber lebte sein Sohn Ferdinand Karl von Österreich unter dem bürgerlichen Namen Ferdinand Burg auf den ererbten Gütern von Rosen- und Rottenstein.
Dessen Witwe erbte die beiden Ansitze und verkaufte sie 1951 an die Prinzen Ulrich und Georg von Liechtenstein, bis heute sind die Güter im Besitz dieser Familie.

## Beschreibung
Zwei rechteckige Gebäude mit Krüppelwalmdach wurden nach Süden bzw. Südwesten V-förmig ineinander vereint. Am südwestlichen Ende steht ein heute verbundener vierstöckiger Viereckturm mit Pyramidendach, der nach Süden zu einem heute nicht mehr existierenden mit vier Zinnen bewehrten Torhaus in der, früher den Ansitz umgebenden, Burgmauer führte. Torhaus und Mauer sind auf einer Lithografie mit Tonplatte von 1860 abgebildet, die vom Münchner Lithografen Alois Flad stammt. Die Lithografie beweist auch die mehrfachen Umbauten bis in die Gegenwart. Westlich zur heutigen Vergilstraße war ein kleinerer schlankerer Viereckturm angebaut, der über die Jahrhunderte teils ins Gebäude eingebunden, teils freistehend am Gebäude angebunden war. Nordwestlich des Gebäudes an der Schennastraße steht ein, über einen verkleinerten Mittelbau angebundenes, weiteres Gebäude mit Satteldach, dessen West-/Ostseite je einen Zinnengiebel aufweist. An der Nordwestecke wurden zwei weitere kleinere Vierecktürme mit eigenen Pyramidendächern in dieses Gebäude integriert, die aber nicht über den Dachfirst hinausreichten.
In der Beschreibung zur Versteigerung 1862 wurde der Ansitz und sein Zubehör wie folgt beschrieben:
- Im Schloß Rosenstein, zwei Stock hoch, dann in einem ganz neuen Stadel und Stall für 24 Stück Rindvieh, in einem neuen Pferdestall samt Fütterer-Wohnung
- der Acker Obere Striegel 1205 Klafter groß und der Acker Untere Striegl mit 800 Klaftern
- die Wiese Räutl mit 150 und ein Garten von 300 und ein Gärtchen von 84 Klafter Größe
- ein Eichen- und Buchenwald von 3638 Klafter
- eine weitere Wiese von 4632 Klafter, mit Murbäumen besetzt
- Beschwerden und Lasten eines halben Hofes in der Gemeinde Obermais einschließlich Wasserbezugsrecht mit Beitragspflicht zum Dorfbrunnen.[13]

## In der Literatur
Der Roman von Rudolf Greinz Der Turm des Schweigens spielt in und um Meran und dem Ansitz Rosenstein.